# Sulpitia Cesis
Sulpitia Cesis, née en 1577 à Modène, est une compositrice et luthiste italienne. Son père est le Comte Annibal Cesis ; il donne 300 pièces d'or comme dot lors de l'entrée de Sulpitia au couvent des Augustins à Modène en 1593. Elle est nonne au couvent de san Geminiano, à Modène, bien que certaines sources donnent comme couvent celui de Saint Agostino. Sa seule œuvre connue est un recueil de huit Motetti Spirituali qu'elle compose en 1619.

## Motetti Spirituali
Certains chercheurs pensent que la pièce a été composée avant 1619 à cause de son style. Elle est composée de 23 motets pour deux à douze voix. Cette œuvre est différente de celles de son époque car elle contient des indications d'instruments tels que cornet à bouquin, trombone et violon.
Une partie de basse existe également, ce qui est intéressant compte tenu que cette musique a été écrite pour un groupe de religieuses cloîtrées. Une explication est que cette partie a été écrite pour orgue ou viole de gambe. Sulpitia Cesis a dédié son recueil à une autre religieuse du même nom, Anna Maria Cesis, qui a vécu au Couvent de Santa-Lucia à Rome. Les deux couvents de Sulpitia Cesis et Anna Maria Cesis étaient bien connus pour leur musique.

## Motet
Le motet était considéré comme la plus importante des formes de musique polyphonique de 1220 à 1750.
Cesis est mentionnée dans les Cronaca di Modena de Giovanni Battista Spaccini comme la compositrice d'un motet qui fut joué aux portes de San Geminiano en 1596 durant une procession.